# Víctor Balaguer i Esteve
|  | No s'ha de confondre amb Víctor Balaguer i Cirera. |

Víctor Balaguer i Esteve (Barcelona, 11 de desembre de 1920-17 d'abril de 1984) va ser un cantant català de música popular i sarsuela. Cantà tant en català com en castellà durant els anys 50 i 60 essent conegut per la seva versatilitat. Va representar Espanya en l'edició del Festival de la Cançó d'Eurovisió de 1962 (l'any anterior havia assolit la final nacional amb la cançó Ba be bi bu bá de Josep Pal Latorre, que quedà segona, darrera la finalment eurovisiva Estando contigo, cantada per Conchita Bautista). També va guanyar el Festival de Benidorm i va participar en el Festival de la Cançó Mediterrània. Durant l'última etapa de la seva vida cantà majoritàriament en català i va un ser representant de la Nova Cançó durant els seus inicis. Entre les seves cançons més destacades estan "París te amo" o "Granada".